# ديفيد هنري (عسكري)
ديفيد هنري (بالإنجليزية: David Henry)‏ هو عسكري أمريكي، ولد في 24 فبراير 1975 في دنفر في الولايات المتحدة.